# 寄明
寄明（1917年—1997年1月13日），曾用名吴亚贞、吴子平，祖籍江苏淮安，生于江苏苏州，中华人民共和国作曲家。代表作有《我们是共产主义接班人》、《少年，少年，祖国的春天》等。

## 家庭
丈夫是作曲家瞿维。